# Andregoto Galíndez
Andregoto Galíndez (m. 972), foi a filha primogénita legítima do  Galindo II Aznárez, o conde de Aragão, e de sua primeira esposa Sancha Garcês de Pamplona. O conde Galindo não teve filhos legítimos, de modo que o condado de Aragão foi herdado pela sua filha Andregoto e mais tarde pelo seu filho Sancho.
Solucionou o problema jurídico proposto com a ocupação do Condado de Aragão por parte de Sancho Garcês I, ao estabelecer um pacto no ano de 919, prometendo-se em casamento com o futuro Garcia Sanches I, que era bem mais jovem que ela.
Andregoto acabou seus dias em 972 retirada no seu solar de Aibar.

## Matrimónio e descendência
Casou-se cerca de 938 com Garcia Sanches I de quem teve:
- Sancho Garcês I "Abarca", rei de Pamplona e conde de Aragão. Esta união matrimonial daria lugar à posterior união de ambos os territórios.[1]
- Toda Garcês
- Urraca Garcês,[2] casada em primeiras núpcias com Fernão Gonçalves, conde de Castela, e em segundas com Guilherme Sanchez, conde de Gasconha.[3] Em 1008, o seu filho, Bernardo Guillem diz que sua mãe já havia morrido.[4]

Posteriormente o casamento foi anulado em 942 por razões de parentesco e o condado passou então para as mãos de seu filho o futuro Sancho Garcês II de Pamplona.